# Ја сам ветар (драма)
Ја сам ветар (Nynorsk: Eg er vinden) је драма норвешког писца Јуна Фосеа из 2007. године, добитника Нобелове награде за књижевност за 2023. годину. Реч је о двојици мушкараца, Једном и Другом, који путују чамцем док Један не изврши самоубиство удавивши се.

## Историја настанка
Представа је написана за Међународни фестивал у Бергену где је премијерно приказана 24. маја 2007. године, у режији Еирика Стубоа, а у главним улогама су наступали Оле Јохан Скјелбред-Кнутсен и Фридтјов Сахајм. Иста верзија је изведена у Народном позоришту у Ослу од 4. октобра исте године. Кари Гравклев је номинован за награду Хеда за најбољу сценографију/костиме/осветљење.
Продукцију на енглеском језику режирао је Патрис Шеро 2011. за Фестивал у Авињону, а такође је изведена у Лондону, Паризу, Бечу, Лиону и Барселони. Верзија коју је режирао Пол Такач изведена је у позориштима 59Е59 (59E59 Theaters) у Њујорку 2014.
Књигу „Ја сам ветар”, коју је превео Радош Косовић, издала је издавачка кућа „Трећи трг” 2019. године.

## Пријем
Чарлс Спенсер из The Daily Telegraph-а написао је:
Мрзео сам ову представу док сам је гледао. Али, пробудио сам се јутрос и открио да се Ја сам ветар још увек врти у мојој глави као вртлог у Чаробњаку из Оза. Када представа овако остане у сећању, то је обично знак да има неке заслуге.
Спенсер је описао радњу и продукцију и написао:
Чак и док пишем, схватам да све ово звучи неподношљиво претенциозно – и већина тога јесте. Ипак, у дубинама ове 70-минутне драме вреба снажно страховање како од пролазне природе људских односа, тако и од страшне безвољности и недостатка воље који су симптоми хроничне депресије.
Представу је у Њујорк тајмсу 2014. рецензирао Бен Брантли:
Елиптична и врло кратка представа (трајала је око сат времена када сам је видео), Ја сам ветар није за оне који верују да самосвесну дискусију о космичким стварима треба оставити по страни након завршетка факултета.